# Thomas Philipps

Thomas Philipps Logo bis 2023

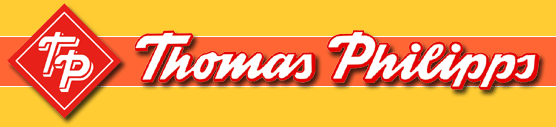
Historisches Logo

Thomas Philipps GmbH & Co. KG ist ein Discounter für Heim und Garten aus Bissendorf im Landkreis Osnabrück, der ein festes Sortiment an Eigenmarken und Sonderposten vertreibt.

## Geschichte

### Gründung
Das Unternehmen wurde 1986 von Thomas Philipps mit den ersten beiden Filialen in Dinslaken und Geldern und fünf Mitarbeitern gegründet. Mit der Einführung der D-Mark 1990 eröffnete das Unternehmen den ersten „Ost-Markt“ in Lübz. 1993 hatte Thomas Philipps bereits 50 Filialen bundesweit. Im selben Jahr bezog es die neue Zentralverwaltung in Bissendorf.

### Expansion
1994 wurde die erste Filiale außerhalb von Deutschland in Vilnius (Litauen) eröffnet. Bis 2016 eröffnete Thomas Philipps dort 6 Filialen.
1995 hatte Thomas Philipps bereits 100 Filialen. Im Jahr 1997 wurde ein neues Logistikzentrum in Niemegk eröffnet sowie ein Zentrallager in Halbe. Am 15. Juni 1998 eröffnete Thomas Philipps unter dem Namen „Blumen Jan“ seinen ersten Pflanzen-Fachmarkt in Bissendorf, der mittlerweile jedoch wieder schloss. 1999 hatte das Unternehmen bereits 150 Filialen, 2003 bereits 200. 2003 wurden außerdem weitere Filialen des „Blumen Jan“ in Wiefelstede und Stadtlohn eröffnet.
Ebenfalls 2003 begann Thomas Philipps mit dem Bau eines neuen Logistikzentrums in Melle, das 2004 in Betrieb genommen wurde. Seit 2020 expandiert das Unternehmen ebenfalls an seiner Niederlassung in Melle.
Der Firmengründer Thomas Philipps starb am 27. November 2019 im Alter von 81 Jahren.
2021 und 2022 erhielt das Unternehmen die Auszeichnung „Bester Deal“ und 2022 die Auszeichnung „Fairstes Unternehmen“ von Deutschland Test. Im März 2022 eröffnete es seinen ersten Markt in Köflach (Österreich), bereits im selben Jahr noch zwei weitere.
Im Jahr 2025 zählt das Unternehmen über 250 Märkte in Deutschland, zwölf in Österreich und sieben in Litauen.

## Unternehmensstruktur

### Zentrale
An fünf Standorten in Deutschland werden über 800 Angestellte in Logistik und Verwaltung beschäftigt.
Geschäftsführender Gesellschafter von Thomas Philipps ist André Philipps, der Sohn des Firmengründers Thomas Philipps. Im Jahr 2020 erwirtschaftete das Unternehmen einen Umsatz von 682,7 Mio. Euro. Thomas Philipps ist bis heute ein Familienunternehmen.

### Logistik
Die Standorte der Logistikzentren von Thomas Philipps sind Melle, Niemegk und Halbe.
Das Gelände in Melle umfasst fünf Hektar. In diesem Logistikzentrum lagern ca. 14.000 unterschiedliche Artikel, bis zu 100 Lastwagen von Dienstleistern steuern dieses täglich an und rund 2000 Paletten verlassen es täglich. In Niemegk gibt es Lagerkapazität für 40.000 Europaletten in einem automatisierten Hochregallager. Zusammengestellt werden hier pro Jahr rund zehn Millionen Pakete für die Märkte von Thomas Philipps, das sind etwa 40.000 bis 50.000 einzelne Packstücke pro Tag. 59 bis 100 Lastwagen verlassen täglich das Lager.
Das Zentrallager in Halbe mit einer Gesamtfläche von 27.000 Quadratmetern verlassen pro Jahr rund 240.000 Europaletten.

### Märkte
Es gibt 250 weitere Thomas Philipps Filialen, in denen 3.500 Mitarbeiter beschäftigt werden. Diese werden allerdings von selbstständigen Marktleitern geführt und die Mitarbeiter sind Angestellte der Marktleiter.

## Sortiment
Thomas Philipps vertreibt ein Sortiment von rund 18.000 Artikeln. Darunter gibt es Sonderposten aus den Bereichen Haushaltswaren, Haushaltchemie, Kosmetik, Lebensmittel, Garten- und Heimwerkerbedarf, Campingartikel, Schuhe, Elektrogeräte, Getränke, Geschenkartikel, Tiernahrung, Textilien, Schreibwaren und Werkzeuge umfasst. Ebenso beinhaltet das Warensortiment auch Markenartikel und Eigenmarken des Unternehmens, wie z. B. die Marken TAS (Werkzeug und Zubehör), „Der grüne Jan“ für Gartenartikel, KEONA und wechselnde Saisonartikel. Außerdem führt Thomas Philipps einen Onlineshop.

## Unternehmerische Verantwortung

### Soziales Engagement
Thomas Philipps unterstützte in den Jahren 2014 bis 2016 durch Spenden, die durch die Einnahmen eines Golfturniers generiert werden, die Vereine Herzenswünsche e. V. und den Katholischen Verein für soziale Dienste (SKM).
Seit 2019 ist Thomas Philipps Hauptsponsor des Osnabrücker Zoos und hat u. a. die Patenschaft für das Jungzebra „Franz“ übernommen, das im Juni 2019 geboren wurde. Ebenfalls seit 2019 unterstützt das Unternehmen die Hilfsorganisation Ein Herz für Kinder, in dem es einen Euro für jeden dort gekauften Tannenbaum spendet.
Im Jahr 2020 unterstützte Thomas Philipps auch die Arche Osnabrück, indem das Unternehmen die Inneneinrichtung für die neue Immobilie des Vereins stellte. Unter dem Motto „Miteinander geht nur zusammen!“ unterstützte Thomas Philipps 2021 die Aktion Deutschland Hilft zur Nothilfe im Rahmen der Hochwasserkatastrophe.

### Klimaschutz
Im Jahr 2022 wurde Thomas Philipps von dem Magazin Focus Money zum Preisträger für Nachhaltiges Engagement im Rahmen einer Studie von Deutschland Test und ServiceValue ausgezeichnet.
Das Unternehmen betreibt eine Fläche von 45.500 m² mit Photovoltaikanlagen auf 19 gewerblich und acht landwirtschaftlich genutzten Eigentumsobjekten.
Thomas Philipps unterstützt auch Klimaschutzprojekte im Bereich Aufforstung. Hierfür arbeitet es bspw. zur Anlegung neuer Wälder mit örtlichen Forstbehörden zusammen oder startete zu seinem 35. Firmenjubiläum ein gemeinsames Projekt mit der Klimaschutz-Organisation Plant-My-Tree. Das Unternehmen pflanzte hierbei 3.500 Bäume in der Nähe von Hohenaspe als Mischwald-Aufforstung. 2022 wurden weitere 6.500 Bäume in der Nähe des Logistik-Standorts in Halbe gepflanzt.
Ebenso unterstützte Thomas Philipps das Umweltprojekt „AKA 500“, für das es u. a. eine Fläche in Melle zur Biotopgestaltung bereitstellte.

## Kritik
In dem Thomas Philipps Sonderpostenmarkt in Bramsche-Hesepe wurde ein Schild mit der Aufschrift „EU-Bürger herzlich willkommen“ aufgehängt, das die Asylbewerber im nahegelegenen Flüchtlings-Aufnahmelager ausschloss. Der Zugang zur Filiale wurde diesen durch Sicherheitspersonal verwehrt. Laut dessen Angaben hätte es vermehrt Diebstähle gegeben, was die Polizei allerdings verneinte. Überregionale Medien haben von den Vorfällen berichtet, nachdem u. a. einige Politiker öffentlich Druck auf das Unternehmen ausübten.